# کنسوکه ساتو
کنسوکه ساتو (انگلیسی: Kensuke Sato؛ زادهٔ ۱۹ ژانویهٔ ۱۹۸۹) بازیکن فوتبال اهل ژاپن است.